# Platycotis histrionica
Platycotis histrionica är en insektsart som beskrevs av Carl Stål. Platycotis histrionica ingår i släktet Platycotis och familjen hornstritar. Inga underarter finns listade i Catalogue of Life.